# 해밀턴 경제 프로그램

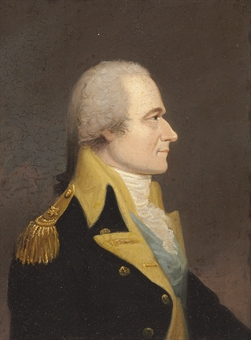
윌리엄 J. 위버가 그린 알렉산더 해밀턴의 초상화로, 현재 미국 국무부에 소장되어 있다.

미국 역사에서 해밀턴 경제 프로그램(영어: Hamiltonian economic program)은 미국 건국의 아버지이자 초대 재무장관인 알렉산더 해밀턴이 네 가지 주요 보고서에서 제안하고 조지 워싱턴의 첫 임기 동안 미국 의회에서 시행한 일련의 조치들을 말한다. 이 프로그램은 정부 지원 경제발전을 통한 일관된 국가적 중상주의 프로그램을 개괄했다.
- 공공 신용에 대한 첫 번째 보고서 – 연방 및 주정부 부채 인수 및 미국 정부 재정에 관한 보고서(1790년). 해밀턴은 수익 증대를 위해 증류주와 다른 국내 상품에 세금을 부과하는 계획을 포함했다. 그는 증류주에 대한 세금이 피구세나 죄악세와 철학적으로 동일시될 수 있으므로 가장 반대가 적은 돈벌이 방법이 될 것이라고 생각했다. 그러나 그의 새로운 세금은 위스키 반란을 촉발시켰고,[2] 이는 시골 펜실베이니아 농부들이 정부에 맞서 싸우면서 사회 계층 간의 분열을 부각시켰다. 결국 이 세금은 폐지되었지만, 이 사건은 법에 대한 폭력적 저항을 진압하려는 정부의 의지와 능력을 크게 강조했다.[3]
- 공공 신용에 대한 두 번째 보고서 – 국립은행 설립에 관한 보고서(1790년)
- 제조업에 대한 보고서 – 미국의 제조 및 산업 장려를 위해 따라야 할 정책에 관한 보고서(1791년)[4][5][6][7]
- 공공 신용 추가 지원 계획에 관한 보고서 – 해밀턴 사임 후 공공 신용 시스템을 다루는 방법, 공공 부채의 완전한 소멸을 포함하여(1795년)

## 같이 보기
- 미국학파, 1790년대부터 1970년대까지 미국에서 시행된 해밀턴식 경제학파로, 세 가지 보고서에 뿌리를 두고 관세를 기반으로 미국의 산업 인프라를 구축했다.
- 미국 시스템, 헨리 클레이의 아이디어를 기반으로 한 경제 계획
- 연방당, 해밀턴의 정치 정당으로, 그의 프로그램을 지지하고 대부분을 의회를 통해 추진했다.[8]

## 식민지 미국에서의 공공 신용 지원에 관하여
- Hamilton, Alexander (1790년 1월 9일). “Report Relative to a Provision for the Support of Public Credit, 9 January 1790”. 《Founders Online》. U.S. National Archives and Records Administration.
- Hamilton, Alexander (1790년 12월 13일). “Final Version: First Report on the Further Provision Necessary for Establishing Public Credit, 13 December 1790”. 《Founders Online》. U.S. National Archives and Records Administration.
- Jefferson, Thomas (1790년 12월 13일). “Introductory Note: Second Report on the Further Provision Necessary for Establishing Public Credit (Report on a National Bank), [13 December 1790]”. 《Founders Online》. U.S. National Archives and Records Administration.
- Hamilton, Alexander (1790년 12월 13일). “Final Version of the Second Report on the Further Provision Necessary for Establishing Public Credit (Report on a National Bank), 13 December 1790”. 《Founders Online》. U.S. National Archives and Records Administration.
- Hamilton, Alexander (1791년 12월 5일). “Introductory Note: Report on Manufactures”. 《Founders Online》. U.S. National Archives and Records Administration.
- Hamilton, Alexander (1791년 12월 5일). “Alexander Hamilton's Final Version of the Report on the Subject of Manufactures, 5 December 1791”. 《Founders Online》. U.S. National Archives and Records Administration.